# Eduardo C. Basadre
Eduardo C. Basadre Pastor fue un médico y político peruano.
En 1907 fue elegido diputado por la provincia de Víctor Fajardo en el departamento de Ayacucho. Fue reelegido por la misma provincia en 1912 manteniendo ese cargo hasta 1918.
En 1919, cuando el presidente Augusto B. Leguía dio inicio a su oncenio, fue elegido diputado por las provincias de Tahuamanu y Manu del departamento de Madre de Dios para la Asamblea Nacional de ese año que tuvo por objeto emitir una nueva constitución, la Constitución de 1920. Luego se mantuvo como senador ordinario hasta 1924, reeligiéndose ese año hasta 1929 durante todo el Oncenio de Leguía.